# Раввадіди

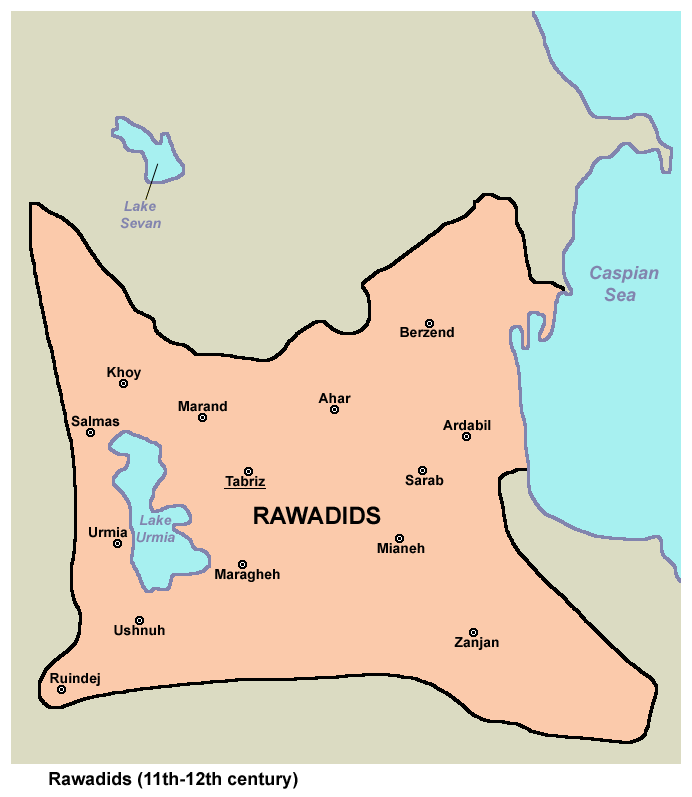

Раввадіди — мусульманська арабська династія, що правила в Іранському Азербайджані (Тебріз, Мераге) з середини VIII ст. по 1117 рік. 

## Походження
За однією з версій за походженням Раввадіди були арабами, єменцями з Басри, переведеними до північно-західного Ірану при халіфі Абу Джафарі аль-Мансурі. За іншою версією Раввадіди були курдами родом із Близького Сходу. У регіонах Ардебіля, Тебріза, Мераге, Карадага та Ахара оселилися різні арабські та курдські роди, одним із родоначальників яких був ар-Раввад аль-Азді. Раввадиди, як і інші племена Азербайджану, що оселилися в іранській області (історичний регіон на південь від річки Аракс), повністю змішалися з місцевим іранським населенням і за деякими даними через змішані шлюби їхні нащадки згодом стали справжніми курдами. В області говорили особливою, що нині вимерла, іранською мовою азарі. Раввад I як намісник халіфа керував в Азербайджані Мераге, Тебрізом, Ахаром і Варзіганом. Після нього в Тебрізі правив його син Ваджна, який разом зі своїми братами збудував тут кілька громадських будівель і зміцнив місто муром. За даними Балазурі, Ваджна за часів халіфа Харуна ар-Рашида, скориставшись невдоволенням мешканців, смутами та заворушеннями в Халіфаті, захопив владу в Маразі. Але халіф направив проти нього війська, і Ваджна мав знову підкоритися його владі.
Після Ваджни правителем Тебріза став його брат Мухаммад. Він правив наприкінці VIII-початку IX ст. практично незалежно і контролював майже весь Південний Азербайджан. Наступні 100 років відомо про них дуже мало.

## Розквіт династії
При Хусейні II почалося піднесення династії, він зробив столицею своїх володінь Тебріз і зміцнив місто фортечною стіною. Його син Абульхидж, скориставшись тим, що імператор Азербайджану Ібрахім з династії Саларідів втік у Рей, захопив низку районів Південного Азербайджану. У 981 р. він остаточно переміг Ібрахіма, взяв його в полон, захопив Хой, Урмію та інші області, підвладні тоді Саларидам. До 984 року весь Азербайджан (область на півдні річки Аракс) опинився в руках Раввадідів. У 987 р. Абу-л-Хіджа на чолі 100-тис. армії вторгся до Вірменії і взяв Двін. Але наступного року його було вбито вночі у своєму наметі під час походу на вірменські володіння Васпуракана. Син Абульхіджі Мамлан I був переможений у 988 р. коаліцією правителя Тао-Кларджеті Давида III Куропалата та царя Вірменії Гагіка I, які поклали край просуванню Раввадидів до Вірменії.

## Нашестясельджуків
Найбільшої могутності та процвітання держава Раввадідів досягла при сині Мамлана I Васхудані. Правління Васхудана збіглося з навалою огузів. Після важкого удару, нанесеного раввадідам в 1028 р Махмудом Газневі, приблизно 2000 сімей огузів переселилися в Азербайджан і влаштувалися тут з дозволу Вахсудана. Незабаром після цього в Азербайджан стали прибувати все нові і нові огузькі племена.
У 20-40-х рр. XI ст. кочівники чотири рази вторгалися в Азербайджан, але щоразу отримували сильний відсіч з боку Васхудана. Однак в 1054 р він був змушений все-таки підкоритися султану Тогрулу I. Після цього Раввадіди 17 років правили як васали Сельджуків, все більш потрапляючи в залежність від них. У 1071 султан Алп-Арслан, повернувшись з походу в Анатолію, змістив Васхуданового сина Мамлана II і скасував державу Раввадідів. У Тебрізі став правити намісник султана. Втім, рід цей не перервався. Нащадки Васхудана продовжували жити в своїх маєтках і користувалися серед населення великим впливом. У 1107 один з онуків Васхудана, Ахмад ібн Ібрагім, надав діяльну допомогу онукові Алп-Арслана, сельджуцькому султану Мухаммаду I в його боротьбі проти еміра Хілли Садако I, після чого зробився правителем Мераге і Кюрсари. У 1112 на чолі 5-тис. кінного війська він брав участь у війні проти хрестоносців в Сирії. 1117 р Ахмад був убитий асасинами в Багдаді, прямо в палаці халіфа. Після його смерті колишній раб Ахмад, Аксункур ас-Ахмад, за походженням з тюрків, скориставшись сприятливою обстановкою, оволодів містом Мераге і сам став еміром. Він був засновником нової династії Аксункуридів.

## Династія
- ар-Раввад ібн аль-Мусанна аль-Азді
- аль-Ваджна ібн ар-Раввад
- Мухаммад ібн ар-Раввад
- ар-Раввад II
- Хусейн I
- Мухаммад ібн Хусейн ар-Раваді (? - 956)
- Хусейн II (956-961)
- Абу-ль-Хіджа Мухаммад (983-988)
- Мамлан I (988-1019)
- Вахсудан Абу Мансур (1020-1059)
- Мамлан II (1059-1071)
- Ібрагім
- Ахмаділ (1107-1117)